# Macrochaetus sericus
Macrochaetus sericus är en hjuldjursart som först beskrevs av Thorpe 1893.  Macrochaetus sericus ingår i släktet Macrochaetus och familjen Trichotriidae. Inga underarter finns listade i Catalogue of Life.